# 卢戈沃耶农村居民点 (沃罗涅日州)
卢戈沃耶农村居民点（俄语：Луговское сельское поселение）是俄罗斯联邦沃罗涅日州博古恰尔区所属的一个农村居民点。其下辖有4个居民点，行政中心为卢戈沃耶。据2016年统计，该农村居民点的人口为1904人。